# 卡尔特马克特地区施泰滕
卡尔特马克特地区施泰滕（意为冷期集市的施泰滕）是德国巴登-符腾堡州的一个市镇。总面积56.47平方公里，总人口5038人，其中男性2563人，女性2475人（2011年12月31日），人口密度89人/平方公里。